# ناظم باباجانوف
ناظم باباجانوف (تاجیکی: Нозим Бобоҷонов؛ زادهٔ ۷ اوت ۱۹۹۵) بازیکن فوتبال اهل تاجیکستان است.
از باشگاه‌هایی که در آن بازی کرده‌است می‌توان به باشگاه فوتبال ایستیکلول تاجیکستان و باشگاه فوتبال ریگر-تداز تورسون‌زاده اشاره کرد.
وی همچنین در تیم ملی فوتبال تاجیکستان بازی کرده‌است.